# Megan Romano
Megan Romano (St. Petersburg, 2 febbraio 1991) è una nuotatrice statunitense.

## Carriera
Specializzata nelle staffette, alternando fasi da dorsista ed altre a stile libero ha vinto due titoli mondiali in vasca lunga (4x100m sl e 4x100m mx) e due in vasca corta (4x100m sl e 4x200m sl).

## Palmarès
- Mondiali

Barcellona 2013: oro nella 4x100m sl e nella 4x100m misti.
- Mondiali in vasca corta

Istanbul 2012: oro nella 4x100m sl e nella 4x200m sl, argento nei 100m sl e bronzo nella 4x100m misti.
- Universiade

Shenzhen 2011: oro nella 4x200m sl, argento nella 4x100m sl e nella 4x100m misti e bronzo nei 100m sl.
Kazan 2013: oro nella 4x200m sl, argento nei 100m dorso e nella 4x100m sl e bronzo nei 50m sl, nei 100m sl e nella 4x100m misti.
- Mondiali giovanili

Monterrey 2008: oro nella 4x100m sl e bronzo nei 100m sl.